# Hummel
 (транскр. са дан. Хамел) је дански мултинационални произвођач спортске опреме са седиштем у месту Орхус. Компанију је основала 1923. године немачка породица Месмер у граду Хамбургу. Године 1956. фирму преузима Берхард Векенброк који сели седиште у место Кевелаер у Северна Рајни-Вестфалији. Године 1975. предузеће преузима једна данска компанија.

Реч „хумел” на немачком значи бумбар па тако и лого представља слику бумбара.